# 住友不動産ステップ
住友不動産ステップ株式会社（すみともふどうさんステップ、英: Sumitomo Fudosan Step Co.,Ltd.）は、東京都新宿区西新宿二丁目に本社を置く、住友不動産グループの不動産会社。「すみふの仲介 ステップ」（以前は「住友の仲介・Step（ステップ）」）の愛称を用いている。2025年3月31日までの商号は住友不動産販売株式会社（すみともふどうさんはんばい、英: Sumitomo Real Estate Sales Co., Ltd.）。

## 沿革
1975年に不動産販売業の会社として設立された。2024年現在、分譲マンション事業の営業は住友不動産が担い、不動産仲介のみを行っている。

### 年表
- 1975年
  - 3月 - 東京都千代田区に泉住宅販売株式会社設立。
  - 7月 - 住友不動産販売株式会社に商号変更。
- 1982年9月 - 東京都中央区に本店を移転。
- 1998年6月 - 東京証券取引所市場第二部に株式上場。
- 2000年9月 - 東京証券取引所市場第一部に指定。
- 2006年7月 - 東京都新宿区に本店を移転。
- 2017年
  - 5月11日 - 親会社の住友不動産株式会社が株式公開買付けにより、議決権所有割合で97.24%の株式を取得[3]。
  - 6月2日 - 東京証券取引所上場廃止。株式売渡請求により、住友不動産株式会社の完全子会社となる。
- 2025年4月1日 - 商号を住友不動産ステップ株式会社に変更[2]。

## 主要関係会社
- ステップ・プロパティーズ株式会社
- ステップ・アソシエイツ株式会社
- ウエル東京株式会社
- ステップ・ローン・パートナーズ株式会社
- ステップ・インベストメント株式会社
- 米国住友不動産販売インク

## スポンサー番組
2021年12月よりCMソングには吉田美奈子の「夢で逢えたら」が使用されている。

### 現在
住友不動産グループ名義ではなく、住友不動産ステップ単独での提供。
- ポツンと一軒家（ABCテレビ）

### 過去
- サンデーモーニング（TBS） - 番組開始時から数年間提供。
- クイズ世界はSHOW by ショーバイ!!（日本テレビ） - 番組開始時から数年間、住友不動産グループ名義で提供。
- 開運!なんでも鑑定団（テレビ北海道） - 2022年1月から12月まで提供。
- 日経スペシャル 60秒で学べるNews（テレビ東京） - 2022年10月から2023年9月まで提供。
- サンデーLIVE!!（テレビ朝日・ABCテレビ・名古屋テレビ共同制作）- 2023年10月から2024年9月の番組終了までの提供で、後番組『グッド!モーニング』でも引き続き提供。
- Mr.サンデー（フジテレビ・関西テレビ共同制作） - 2023年4月から2025年1月まで住友不動産販売の名義で提供。
- グッド！モーニング（テレビ朝日・ABCテレビ・名古屋テレビ共同制作）- 日曜版のみ。2024年10月から提供で、前番組『サンデーLIVE!!』から引き続き2025年3月まで住友不動産販売の名義で提供。
- ヒルナンデス!（日本テレビ） - 月曜版。住友不動産グループ名義からの流れで、2024年12月から2025年3月まで住友不動産販売の名義で提供。